# Liste der Kulturdenkmale in Pliezhausen

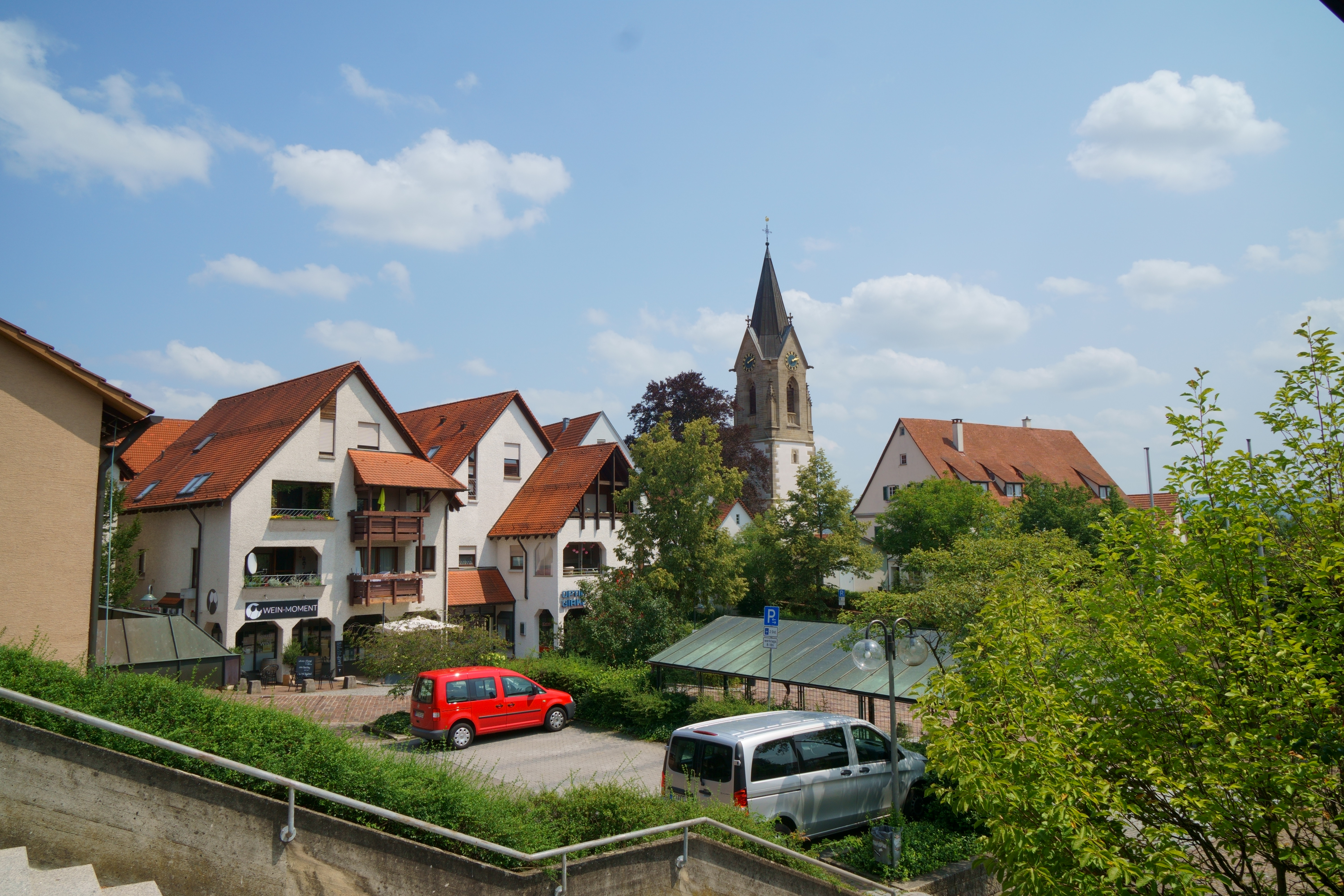

In der Liste der Kulturdenkmale in Pliezhausen sind alle unbeweglichen Bau- und Kunstdenkmale der Gemeinde Pliezhausen verzeichnet, die im Verzeichnis der unbeweglichen Bau- und Kunstdenkmale und der zu prüfenden Objekte mit Stand 24. August 2010, verzeichnet sind.
Diese Liste ist nicht rechtsverbindlich. Eine rechtsverbindliche Auskunft ist lediglich auf Anfrage bei der Unteren Denkmalschutzbehörde der Gemeinde Pliezhausen erhältlich.

## Allgemein
- Bild: Zeigt ein ausgewähltes Bild aus Commons, „Weitere Bilder“ verweist auf die Bilder im Medienarchiv Wikimedia Commons.
- Bezeichnung: Nennt den Namen, die Bezeichnung oder die Art des Kulturdenkmals.
- Lage: Straßenname und Hausnummer oder Flurstücknummer des Kulturdenkmals, gegebenenfalls auch den Ortsteil. Die Grundsortierung der Liste erfolgt nach dieser Adresse. Der Link (Karte) führt zu verschiedenen Kartendiensten mit der Position des Kulturdenkmals. Fehlt dieser Link, wurden die Koordinaten noch nicht eingetragen. Sind diese bekannt, können sie über ein Tool mit einer Kartenansicht einfach nachgetragen werden. In dieser Kartenansicht sind Kulturdenkmale ohne Koordinaten mit einem roten bzw. orangen Marker dargestellt und können durch Verschieben auf die richtige Position in der Karte mit Koordinaten versehen werden. Kulturdenkmale ohne Bild sind an einem blauen bzw. roten Marker erkennbar.
- Datierung: Baubeginn, Fertigstellung, Datum der Erstnennung oder grobe zeitliche Einordnung entsprechend des Eintrags in der zuständigen Denkmaldatenbank (Landesamt für Denkmalpflege Baden-Württemberg).
- Beschreibung: Kurzcharakteristik des Kulturdenkmals.

## Liste

### OrtsteilDörnach
| Bild           | Bezeichnung                | Lage                                                      | Datierung | Beschreibung | ID |
| -------------- | -------------------------- | --------------------------------------------------------- | --------- | --- | -- |
| Weitere Bilder | Evangelische Agathenkirche | Dörnach, Mittelstädter Straße 7 (Flst.Nr. 0-25/1) (Karte) | 1801      | Saalkirche mit Dachreiter, Südportal bezeichnet 1791, unter Einbeziehung älterer Teile 1801 erbaut, Neugestaltung des Inneren durch Manfred Wizgall 1959 Geschützt nach § 2 DSchG |    |

### OrtsteilGniebel
| Bild | Bezeichnung             | Lage                                                               | Datierung              | Beschreibung | ID |
| ---- | ----------------------- | ------------------------------------------------------------------ | ---------------------- | --- | -- |
|      | Bauernhaus              | Gniebel, Brunnenstraße 26 (Flst.Nr. 0-50/3) (Karte)                | spätes 18. Jahrhundert | zweigeschossig, massiver Sockel, freiliegendes Fachwerk, Wohn- und Ökonomieteil unter einem Dach Geschützt nach § 2 DSchG                     |    |
|      | Ventilbrunnen           | Gniebel, Brunnenstraße 34 (bei) (Flst.Nr. 0-66) (Karte)            | Ende 19. Jahrhundert   | gusseiserner Brunnenstock mit bekrönender Palmette, steinerner Trog Geschützt nach § 2 DSchG                                                  |    |
|      | Laufbrunnen             | Gniebel, Brunnenstraße 44 (bei) (Flst.Nr. 0-530) (Karte)           | 19. Jahrhundert        | zwei große Steintröge Geschützt nach § 2 DSchG                                                                                                |    |
|      | Wohnhaus                | Gniebel, Pliezhäuser Straße 2 (Flst.Nr. 0-153) (Karte)             | 18. Jahrhundert        | Teil eines Gehöfts, eingeschossig, massiver Sockel, freiliegendes Fachwerk, Kellerhals Geschützt nach § 2 DSchG                               |    |
|      | Evangelisches Pfarrhaus | Gniebel, Pliezhäuser Straße 12 (Flst.Nr. 0-510/1, 0-518/6) (Karte) | 1871                   | zweigeschossig, Werksteinsockel, verschindeltes Obergeschoss, Verbretterungen an den Giebeln, Garten mit Einfriedung Geschützt nach § 2 DSchG |    |
|      | Gemeindebackhaus        | Gniebel, Reutlinger Straße 1 (Flst.Nr. 0-166/6) (Karte)            | 1923                   | eingeschossig, Walmdach mit hohem Kamin, im Inneren zwei Backöfen Geschützt nach § 2 DSchG                                                    |    |
|      | Ventilbrunnen           | Gniebel, Reutlinger Straße 1 (bei) (Flst.Nr. 0-166/6) (Karte)      | um 1900                | gusseiserner Brunnenstock, steinerner Trog Geschützt nach § 2 DSchG                                                                           |    |
|      | Bauernhaus              | Gniebel, Reutlinger Straße 3 (Flst.Nr. 0-152) (Karte)              | 1803                   | zweigeschossiges Fachwerkhaus, Wohn- und Ökonomieteil unter einem Dach, hölzerne Außentreppe, Schuppen Geschützt nach § 2 DSchG               |    |

### Ortsteil Pliezhausen
| Bild           | Bezeichnung                 | Lage                                                                  | Datierung            | Beschreibung | ID |
| -------------- | --------------------------- | --------------------------------------------------------------------- | -------------------- | --- | -- |
|                | Bogenbrücke                 | Pliezhausen * (Karte)                                                 | um 1860              | über den Merzenbach (Zufluss des Neckar), Sandstein, Geschützt nach § 2 DSchG |    |
|                | Laufbrunnen                 | Pliezhausen, Bachenbergstraße (Flst.Nr. 0-129/1) (Karte)              | Ende 19. Jahrhundert | gusseiserner Brunnenstock mit bekrönender Palmette, Trog wurde erneuert Geschützt nach § 2 DSchG |    |
|                | Ventilbrunnen               | Pliezhausen, Entenhof (Flst.Nr. 0-204/2) (Karte)                      | um 1900              | gusseiserner Brunnenstock, Trog wurde erneuert Geschützt nach § 2 DSchG |    |
|                | Bauernhaus P                | Pliezhausen, Entenhof 12 (Flst.Nr. 0-208/4) (Karte)                   | 18./19. Jahrhundert  | zweigeschossig, verputzt, Wohn- und Ökonomieteil unter einem Dach, Außentreppe |    |
|                | Bauernhaus                  | Pliezhausen, Entenhof 17 (Flst.Nr. 0-209) (Karte)                     | 1570                 | zweigeschossig, massives Erdgeschoss, fachwerksichtiges Obergeschoss, vorkragender Giebel mit beschnitztem Mittelständer, Anbau von Scheune, Stall und Alkoven im 18. Jahrhundert, heute Dorfmuseum „Ahnenhaus“ Geschützt nach § 2 DSchG |    |
|                | Bauernhaus P                | Pliezhausen, Friedhofstraße 4 (Flst.Nr. 0-285) (Karte)                | 18./19. Jahrhundert  | zweigeschossig, verputzt, Wohn- und Ökonomieteil unter einem Dach |    |
|                | Evangelisches Pfarrhaus     | Pliezhausen, Pfarrgasse 3 (Flst.Nr. 0-58, 0-59/1, 0-60, 0-61) (Karte) | 17./18. Jahrhundert  | zweigeschossiger Putzbau mit massivem Erdgeschoss, Garten mit Teilen der Einfriedung Geschützt nach § 2 DSchG |    |
| Weitere Bilder | Evangelische Martinskirche  | Pliezhausen, Pfarrgasse 4 (Flst.Nr. 0-59/2) (Karte)                   | 1523                 | Saalkirche mit Westturm, anstelle eines romanischen Vorgängerbaus errichtet, Erweiterung nach Osten in neugotischen Formen 1778, Erneuerung des Turmaufbaus und Anbau der Sakristei 1875, Umgestaltung des Inneren 1971 [§ 28] Kirchhof mit Einfriedungsmauer und den erhaltenen historischen Grabsteinen [§ 2 (§ 12)] sowie den Denkmälern für die Gefallenen des Deutsch-Französischen Kriegs, des Ersten und des Zweiten Weltkriegs [§ 2] Geschützt nach §§ 2, 12 und 28 DSchG |    |
| Weitere Bilder | Spitalhof                   | Pliezhausen, Spitalhof 1 (Flst.Nr. 0-233) (Karte)                     | 15./16. Jahrhundert  | hoher Kellersockel, zweigeschossig, freiliegendes Fachwerk in verblatteter Konstruktion, vorkragender Giebel, Satteldach mit einseitigem Krüppelwalm, heute Wohnhaus Geschützt nach § 2 DSchG |    |
| Weitere Bilder | Wohnteil eines Bauernhauses | Pliezhausen, Spitalhof 5 (Flst.Nr. 0-234/3) (Karte)                   | 17. Jahrhundert      | eingeschossiger Fachwerkbau über Kellersockel, giebelseitig zwei Kellerhälse, Fachwerk mit Zierformen Geschützt nach § 2 DSchG |    |
| Weitere Bilder | Zwei-Eichen-Turm            | Pliezhausen, Zwei Eichen 1 (Flst.Nr. 0-2892/1) (Karte)                | 1930                 | Aussichtsturm des Schwäbischen Albvereins, verputzter Betonbau Geschützt nach § 2 DSchG |    |

### OrtsteilRübgarten
| Bild           | Bezeichnung                                            | Lage                                                                                                | Datierung | Beschreibung | ID |
| -------------- | ------------------------------------------------------ | --------------------------------------------------------------------------------------------------- | --------- | --- | -- |
| Weitere Bilder | Gefallenendenkmal für französische Soldaten 1945       | Rübgarten (Karte)                                                                                   | um 1945   | steinernes Kreuz, Postament mit französischer Inschrift Geschützt nach § 2 DSchG |    |
|                | Grenzsteine (Sachgesamtheit „Schlüsselsteine“)         | Rübgarten, Büchelersklinge, Ochsenklinge, Rübgarter Allee und Unterämtler Allee (Flst.Nr. 0-1306) * | 1492      | Grenzsteine des Stifts St. Peter zum Einsiedel, Sandstein, konische, sich nach oben verjüngende Form, gekennzeichnet mit gekreuztem Schlüsselpaar Geschützt nach § 2 DSchG |    |
|                | Backhaus                                               | Rübgarten, Gromergasse 2 (Flst.Nr. 0-92) (Karte)                                                    | 1901      | eingeschossiges Ziegelgebäude mit hohem Kamin, im Inneren zwei Backöfen Geschützt nach § 2 DSchG |    |
|                | Schloss                                                | Rübgarten, Hauptstraße 9 (Flst.Nr. 0-126) (Karte)                                                   | 1706      | ehemals des Freiherren von Kniestedt, später des Grafen von Dillen, langgestreckter Bau mit massivem Erd- und Fachwerkobergeschoss, Walmdach [§ 28], mit Hofmauer, Hoffläche, Brunnen, 18. Jahrhundert [§ 2 (§ 12)], und Stallgebäude, 1896 [§ 2] Geschützt nach §§ 2, 12 und 28 DSchG |    |
|                | Meierei                                                | Rübgarten, Hauptstraße 10 (Flst.Nr. 0-98/1) (Karte)                                                 | 1786      | zweigeschossiger Fachwerkbau mit massivem Erdgeschoss, heute Rat- und Feuerwehrhaus Geschützt nach § 2 DSchG |    |
|                | Evangelische Kirche                                    | Rübgarten, Hauptstraße 11 (Flst.Nr. 0-126/3) (Karte)                                                | 1811      | Saalkirche mit Dachreiter im Osten, an Stelle eines Vorgängerbaus an das Schloss (siehe zwei drüber) angebaut, Innenrenovierung durch Manfred Wizgall 1971 Geschützt nach §§ 2 und 28 DSchG                                                                                            |    |
|                | Gefallenendenkmal für den Ersten und Zweiten Weltkrieg | Rübgarten, Oberweiler (Flst.Nr. 0-601) (Karte)                                                      | 1954      | Sandsteinrelief und Inschrifttafeln Geschützt nach § 2 DSchG |    |

### Ortsteilübergreifend
| Bild           | Bezeichnung        | Lage                 | Datierung | Beschreibung | ID |
| -------------- | ------------------ | -------------------- | --------- | --- | -- |
| Weitere Bilder | Nord-Süd-Leitung P | Gniebel, Pliezhausen | um 1929   | Verbundleitung des Rheinisch-Westfälischen Elektrizitätswerks (heute RWE AG), Hochspannungsleitung mit Stahlgittermasten |    |